# المعهد الهندي للعلوم

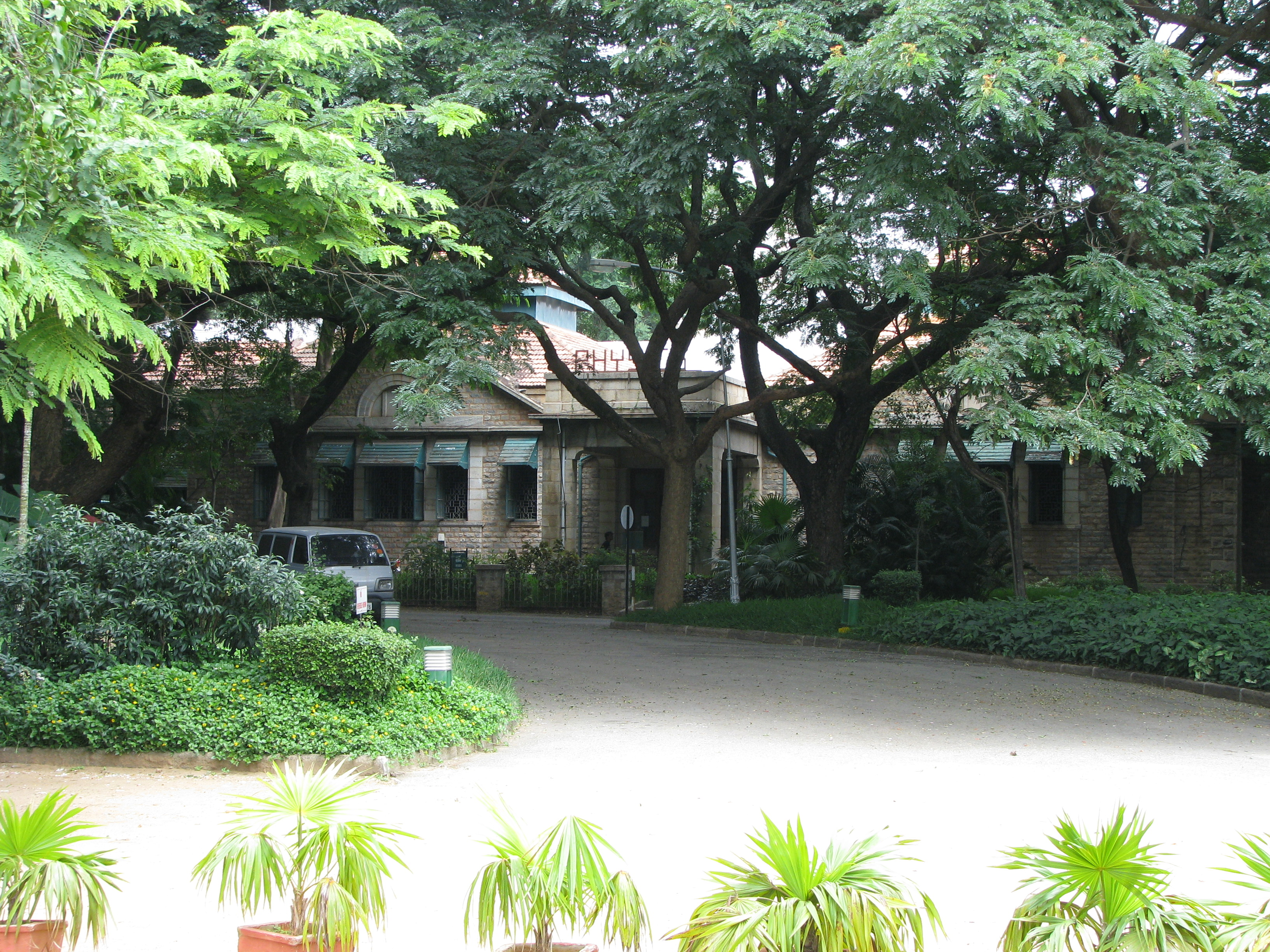
مبنى الفيزياء

المعهد الهندي للعلوم هو معهد للدراسات العليا أُسس سنة 1908 بمدينة بنغالور من قبل جامستجي تاتا ويعتبر أول معهد للعلوم بالهند كما يصنف أفضل مركز للأبحاث بالهند.
عمل الفزيائي الهندي فيكرام سرابهاي باحثًا بها.

## وصلة خارجية
- موقع المعهد